# Benjamin Diokno
Benjamin Diokno (Taal, 31 maart 1948) is een Filipijns econoom. Hij was van 1998 tot 2001 minister van Budget en Management in het kabinet van president Joseph Estrada. 

## Biografie
Benjamin Diokno werd geboren op 31 maart 1948 in Taal in de Filipijnse provincie Batangas. Diokno studeerde eerst bestuurskunde aan de University of the Philippines. In 1968 behaalde hij er zijn bachelor-diploma en twee jaar later volgde zijn master. In 1974 voltooide Diokno een Master of Arts-opleiding Economie aan dezelfde onderwijsinstelling en twee jaar later behaalde hij een Master politieke wetenschappen aan de Amerikaanse Johns Hopkins University in Baltimore. In 1981 ten slotte voltooide hij zijn Ph.D. aan de Syracuse University in Syracuse.
Vanaf 1974 doceerde Diokno economie aan de University of the Philippines. Tot december 1984 was hij universitair hoofddocent. Later werd hij aangesteld als hoogleraar economie.
In 1986 werd Diokno door president Corazon Aquino aangesteld als onderminister van Budget en Management. Als onderminister was hij verantwoordelijk voor het voorbereiden van de jaarlijkse begrotingen. In deze periode die duurde tot 1991 was hij verantwoordelijk voor een grote toename van het budget voor sociale voorzieningen en was hij betrokken bij grote belastinghervormingen middels wet en regelgeving als het Tax Reform Program van 1986 en de Local Government Code of the Philippines uit 1991. Bovendien was hij in het laatste deel van deze periode van januari 1990 tot maart 1991 ook lid van de raad van bestuur van de Local Water Utilities Administration.
Van januari 1993 tot september 1995 was Diokno werkzaam als adviseur belastingzaken voor de Filipijnse Senaat. In juli 1998 werd Diokno door president Joseph Estrada benoemd tot minister van Budget en Management. In zijn periode als minister, waarin zorgen over het Filipijnse begrotingstekort groot waren, voerde Diokno diverse hervormingen door. Daarnaast was hij van december 1998 tot maart 1991 lid van de raad van bestuur en van april tot december 1998 directeur en CEO van de Philippine National Oil Company.  
Na zijn periode als minister concentreerde Diokno zich weer volledig op zijn werk als hoogleraar economie aan de University of the Philippines.